# Corynofrea
Corynofrea is een kevergeslacht uit de familie van de boktorren (Cerambycidae). De wetenschappelijke naam van het geslacht werd voor het eerst geldig gepubliceerd in 1910 door Aurivillius.

## Soorten
Corynofrea omvat de volgende soorten:
- Corynofrea camerunica Breuning, 1950
- Corynofrea mirabilis Aurivillius, 1910
- Corynofrea nigritarsis Breuning, 1940
- Corynofrea rubra (Jordan, 1903)